# Myrcia curtipendula
Myrcia curtipendula är en myrtenväxtart som beskrevs av Niclugh.. Myrcia curtipendula ingår i släktet Myrcia och familjen myrtenväxter. Inga underarter finns listade i Catalogue of Life.